# Scott Davis (ciclista)
Scott Davis (Bundaberg, 22 aprile 1979) è un ex ciclista su strada e pistard australiano.
Nel 1997 fu campione del mondo juniores nell'inseguimento a squadre, gareggiò poi come professionista su strada dal 2003 al 2010.

## Carriera
Scott Davis ha esordito fra i professionisti nel 2003 nella squadra italiana Ceramiche Panaria-Navigare. Abile scalatore, non è mai riuscito a imporsi nelle principali competizioni su strada. Nel 2010 corre nell'Astana insieme al fratello Allan Davis. Al termine della stagione decide di ritararsi dall'attività professionistica.

## Palmarès

### Strada
- 1999

1ª tappa Tour of Tasmania
- 2009

1ª tappa Tour of Gippsland

### Pista
- 1997

Campionati del mondo juniores, Inseguimento a squadre

## Piazzamenti

### Grandi Giri
- Giro d'Italia

2003: ritirato
2004: 90º
2006: 65º
- Vuelta a España

2006: 91º
2007: 77º

### Classiche monumento
- Milano-Sanremo

2003: 167º
2004: 103º
2006: ritirato
- Giro delle Fiandre

2010: ritirato
- Liegi-Bastogne-Liegi

2007: ritirato
2008: ritirato
- Giro di Lombardia

2003: ritirato
2004: ritirato
2006: ritirato
2008: ritirato